# Iran Aseman Airlines
Iran Aseman Airlines (in persiano: هواپیمایی آسمان) è la terza compagnia aerea più grande dell'Iran con sede a Teheran. Opera servizi di linea passeggeri nazionali e internazionali.

## Storia
La compagnia aerea venne fondata nel 1970 e iniziò ad operare nel 1980. I collegamenti storici della compagnia aerea risalgono al 1958 alla compagnia aerea Air Taxi Co., che rinominata Pars Air negli anni '70 e successivamente Iran Aseman Airlines. Nel marzo 2007 era di proprietà della società iraniana Civil Servants Pension Fund e aveva 298 dipendenti. Da allora è stata privatizzata.
Nel luglio 2016 l'amministratore delegato della compagnia aerea ha ricevuto un mandato d'arresto a causa di una presunta somma di circa 37 milioni di USD in debiti pubblici nei confronti dell'Iran Airports & Air Navigation Company. Nel febbraio 2017 è emerso che Aseman Airlines era in trattative con una società irlandese per il noleggio di sette Airbus A320neo.
Nell'aprile 2017, la compagnia aerea ha firmato un memorandum di intesa con Boeing per l'acquisto di 30 Boeing 737 MAX con opzioni per altri 30 aeromobili. Nel giugno 2017, Iran Aseman Airlines ha firmato un accordo finale per l'acquisto di 30 Boeing 737 MAX. Nel giugno 2018 Boeing ha però annunciato che non sarebbe stata in grado di consegnare alcun aereo alle compagnie aeree iraniane a causa delle sanzioni degli Stati Uniti contro l'Iran.
Il 13 gennaio 2019 la compagnia aerea ha operato l'ultimo volo passeggeri commerciale di un Boeing 727. Al 2021, alla compagnia aerea è vietato operare nello spazio aereo dell'Unione europea per "non aver rispettato gli standard di sorveglianza regolamentari [relativi alla sicurezza] dell'UE".

## Destinazioni
Al 2021 Iran Aseman Airlines opera voli verso Armenia, Emirati Arabi Uniti, Georgia, Iran, Iraq, Kuwait, Oman, Russia, Tagikistan e Turchia.

## Flotta

### Flotta attuale

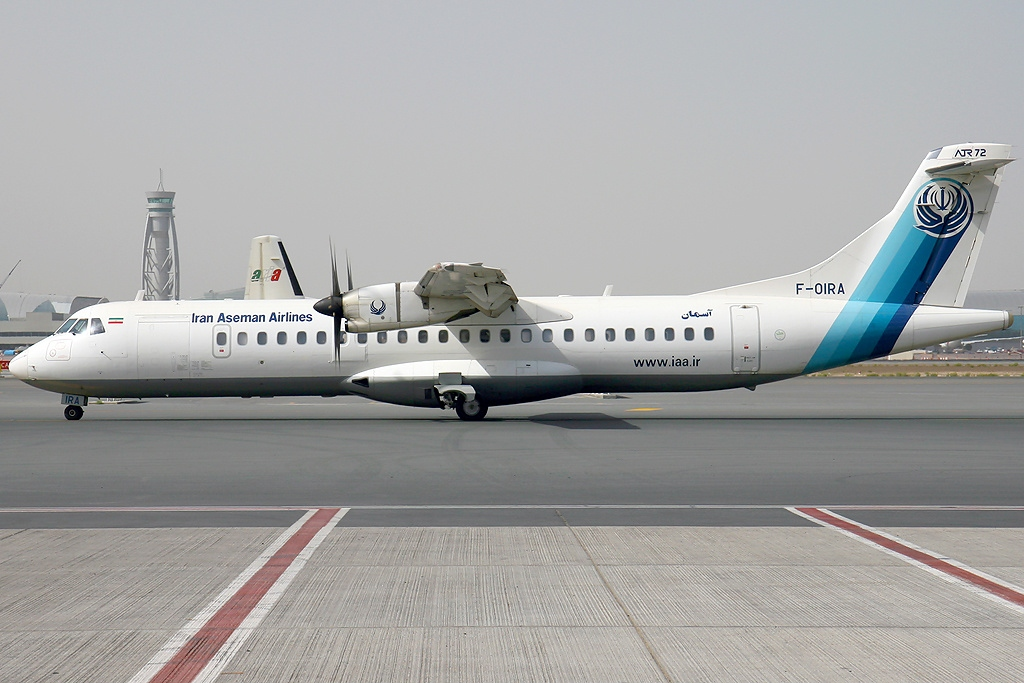
Un ATR 72.

A maggio 2025 la flotta di Iran Aseman Airlines è così composta:

### Flotta storica
Iran Aseman Airlines operava in precedenza con i seguenti aeromobili:

## Incidenti
- Il 12 ottobre 1994, il volo Iran Aseman Airlines 746, un Fokker F100, precipitò vicino alla città di Natanz, provocando la morte di tutti i 66 a bordo. La causa fu appurata essere la contaminazione del carburante, che aveva causato lo spegnimento dei motori.[18]
- Il 24 agosto 2008, il volo Iran Aseman Airlines 6895, un Boeing 737-200 operato dalla Itek Air, si schiantò vicino all'aeroporto internazionale di Manas, in Kirghizistan, poco dopo il decollo verso l'aeroporto Internazionale Imam Khomeini di Teheran, Iran, mentre tornava all'aeroporto di partenza dopo aver riscontrato difficoltà tecniche. Dei 90 a bordo, in 65 morirono.[19]
- Il 18 febbraio 2018, il volo Iran Aseman Airlines 3704, un ATR 72-200, precipitò sulle pendici del Monte Dena, (Monti Zagros), nella regione di Semirom. Tutti i 66 a bordo persero la vita nell'incidente. I soccorritori, a causa delle condizioni meteorologiche avverse, riuscirono a raggiungere il luogo dell'incidente solamente il 20 febbraio.[20]